# غرفة (فلم)
غرفة (بالإنجليزية: Room) هو فيلم دراما أُنْتِج في كندا وصدر في سنة 2015. من بطولة بري لارسون ويعقوب تريمبلاي وجوان ألين وويليام ميسي.

## القصة
يحكي الفيلم قصة جاك (تريمبلاي)، صبي يبلغ من العمر 5 أعوام ترعاه والدته المحبة والمخلصة (لارسون) في وضع هو أبعد ما يكون عن المعتاد، حيث أن الاثنين محاصران في مكان لاتتجاوز مساحته أمتار قليلة، والذي تشير إليه والدة (جاك) دائما باسم (الغرفة)، خلقت والدة (جاك) له كونًا موازيًا كاملًا داخل الغرفة، ولكن بدأ الفضول ينمو بداخل (جاك) حول وضعهم، فتقوم بِسَنِّ خطة محفوفة بالمخاطر من أجل الفرار.

## الميزانية والإيرادات
بلغت تكلفة إنتاج الفيلم حوالي 13 مليون دولار، بينما حقق إيرادات تقدر بـ 36.3 مليون دولار.

## وصلات خارجية
- غرفة على موقع IMDb (الإنجليزية)
- غرفة على موقع ميتاكريتيك (الإنجليزية)
- غرفة على موقع روتن توميتوز (الإنجليزية)
- غرفة على موقع نتفليكس (الإنجليزية)
- غرفة على موقع قاعدة بيانات الأفلام العربية
- غرفة على موقع ألو سيني (الفرنسية)
- غرفة على موقع Turner Classic Movies (الإنجليزية)
- غرفة على موقع أول موفي (الإنجليزية)
- غرفة على موقع بوكس أوفيس موجو (الإنجليزية)
- غرفة على موقع فيلمافينيتي (الإسبانية)